# Said Saif Asaad
Said Saif Asaad (in arabo  أسعد سعيد سيف‎?, nato Angel Popov, in bulgaro  Ангел Попов?; 31 maggio 1979) è un ex sollevatore qatariota di origine bulgara che ha gareggiato nella categoria dei pesi massimi (fino a 105 kg.).

## Carriera
Asaad era uno degli otto sollevatori bulgari ingaggiati dalla Federazione di sollevamento pesi del Qatar nel 1999, poi naturalizzati, per competere sotto la bandiera di quel Paese nei grandi eventi internazionali.
Iniziò a gareggiare da juniores per il suo Paese d'origine, la Bulgaria, diventando nel 1999 campione mondiale juniores. Nello stesso anno, cambiando il proprio nome, cominciò a gareggiare per il Qatar, per il quale partecipò ai Campionati mondiali senior di Atene 1999, terminando la gara all'11º posto con 400 kg. nel totale.
L'anno successivo vinse la medaglia d'oro ai Campionati asiatici di Osaka con 407,5 kg. nel totale e qualche mese dopo prese parte alle Olimpiadi di Sydney 2000, dove riuscì a salire sul podio, conquistando la medaglia di bronzo con 420 kg. nel totale grazie al suo peso corporeo inferiore a quello dell'ucraino Ihor Razor'onov, che aveva terminato con lo stesso risultato nel totale.
Nel 2002 Asaad vinse la medaglia d'oro ai Giochi Asiatici di Busan con 417,5 kg. nel totale e un anno dopo vinse il titolo mondiale ai Campionati mondiali di Vancouver con 422,5 kg.
Nel 2004 prese parte alle Olimpiadi di Atene, dove era uno dei favoriti per la medaglia d'oro, ma finì sorprendentemente fuori classifica per aver abbandonato la competizione dopo la prova di strappo terminata al 2º posto ex aequo.
L'anno seguente vinse un'altra medaglia d'oro ai Campionati asiatici di Dubai con 390 kg. nel totale e fu questa la sua ultima vittoria a livello internazionale.
Infatti Asaad, ai Campionati mondiali del 2005 e ai Giochi Asiatici del 2006, terminò entrambe le competizioni fuori classifica.
Nel 2007 fu medaglia d'argento ai Campionati asiatici di Tai'an con 377 kg. nel totale, battuto dal siriano Ahed Joughili (394 kg.).